# Abigail Spencer
Abigail Leigh Spencer (Gulf Breeze, Florida, 4 de agosto de 1981) es una actriz estadounidense.

## Carrera
El primer papel principal de Spencer fue el de Rebecca Tyree "Becca" en All My Children. Más tarde actuó en la serie Angela's Eyes, que fue cancelada el 1 de diciembre de 2006. En los años siguientes hizo cameos en series de televisión, como CSI: Crime Scene Investigation, Cómo conocí a vuestra madre, Private Practice y Castle.
Spencer apareció en la aventura fantástica Oz the Great and Powerful dirigida por Sam Raimi en 2013. 
En 2013 se unió al elenco principal de la serie dramática Rectify donde interpreta a Amantha Holden, hasta ahora. Entre 2016 y 2018 formó parte del elenco principal de la serie Timeless, como Lucy Preston, una historiadora brillante que junto a dos compañeros más viajan en el tiempo para evitar que se arruine el curso histórico de los Estados Unidos.
En 2017 se incorpora a la aclamada serie médica Grey's Anatomy para interpretar a Megan Hunt, la hermana menor del doctor Owen Hunt (Kevin McKidd), en reemplazo de Bridget Regan, quien por conflicto de agenda no pudo retomar su papel en la serie.

## Vida personal
Spencer se casó con Andrew Pruett en 2004 y se separaron en febrero de 2012, llegando al divorcio en 2013. Su único hijo, Roman Pruett, nació en 2008.
Conoció a la actriz Meghan Markle en una audición y se convirtieron en coprotagonistas de la serie Suits. Contribuyó a menudo en el blog de Markle, The Tig. Además, fue invitada a su boda con el príncipe Enrique en la Capilla de San Jorge, en el Castillo de Windsor el 19 de mayo de 2018, y asistió al baby shower de Markle en febrero de 2019.

## Filmografía

### Cine
| Año  | Título                        | Personaje                | Notas |
| ---- | ----------------------------- | ------------------------ | ----- |
| 2001 | Campfire Stories              | Melissa                  |       |
| 2003 | Truth and Dare                | Skye                     |       |
| 2005 | Fathers and Sons              | Clarissa                 |       |
| 2005 | A Coat of Snow                | Sandy                    |       |
| 2006 | Hooked                        | Wendy                    |       |
| 2007 | Passing the Time              | Jessica                  |       |
| 2007 | Jekyll                        | Talia Carew              |       |
| 2010 | In My Sleep                   | Gwen                     |       |
| 2011 | Cowboys & Aliens              | Alice                    |       |
| 2012 | This Means War                | Katie                    |       |
| 2012 | Chasing Mavericks             | Brenda Hesson            |       |
| 2013 | The Haunting in Georgia       | Lisa Wyrick              |       |
| 2013 | Oz the Great and Powerful     | May                      |       |
| 2013 | Kilimanjaro                   | Yvonne                   |       |
| 2013 | One Heart                     | Amy Hogan                |       |
| 2014 | neighboors (malditos vecinos) |                          |       |
| 2014 | Beautiful Now                 |                          |       |
| 2014 | This is Where I Leave You     | Quinn                    |       |
| 2014 | Wrong Number                  | Emma                     |       |
| 2014 | The Forger                    | Agente Katherine Paisley |       |

### Televisión
| Año           | Título                         | Personaje             | Notas                                                                                             |
| ------------- | ------------------------------ | --------------------- | ------------------------------------------------------------------------------------------------- |
| 1999-2001     | All My Children                | Rebecca 'Becca' Tyree | Soap Opera Digest Award for Outstanding Female Newcomer (2000)                                    |
| 2005          | CSI: Crime Scene Investigation | Becky Lester          | Episodio: "Bite Me"                                                                               |
| 2006          | Killer Instinct                | Violet Summers        | Episodio: "Love Hurts"                                                                            |
| 2006          | Gilmore Girls                  | Megan                 | Episodio: "Bridesmaids Revisited"                                                                 |
| 2006          | Angela's Eyes                  | Angela Henson         | 13 episodios                                                                                      |
| 2007          | Ghost Whisperer                | Cindy Brown           | Episodio: "Speed Demon"                                                                           |
| 2007          | How I Met Your Mother          | Blah Blah             | Episodio: "How I Met Everyone Else"                                                               |
| 2008          | Welcome to the Captain         | Claire Tanner         | Episodio: "The Letter"                                                                            |
| 2008          | Bones                          | Phillipa Fitz         | Episodio: "The Man in the Mud"                                                                    |
| 2008          | Moonlight                      | Simone Walker         | Episodio: "Sonata"                                                                                |
| 2009          | Private Practice               | Rachel                | Episodio: "Ex-Life"                                                                               |
| 2009          | Mad Men                        | Suzanne Farrell       | 6 episodios                                                                                       |
| 2009          | Castle                         | Sarah Reed            | Episodio: "One Man's Treasure"                                                                    |
| 2010          | The Glades                     | Ashley Carter         | Episodio: "The Girlfriend Experience"                                                             |
| 2010          | Hawthorne                      | Dr. Erin Jameson      | 8 episodios                                                                                       |
| 2011-2014     | Suits                          | Dana 'Scottie' Scott  | 10 episodios                                                                                      |
| 2012-2013     | Burning Love                   | Annie                 | 16 episodios                                                                                      |
| 2013–2016     | Rectify                        | Amantha Holden        | 16 episodios Nominada - Critics' Choice Television Award for Best Drama Supporting Actress (2013) |
| 2014          | How I Met Your Mother          | Carol                 | Episodio: "Gary Blauman"                                                                          |
| 2015          | True Detective                 | Gena Brune            | 6 episodios                                                                                       |
| 2016-2018     | Timeless                       | Lucy Preston          | Protagonista                                                                                      |
| 2017-2018     | Grey's Anatomy                 | Megan Hunt            | Temporada 14 (episodios 1-5)                                                                      |
| 2019          | Wayne                          | Donna                 | Episodio: "Del"                                                                                   |
| 2021-presente | Grey’s Anatomy                 | Megan Hunt            | Temporada 18 (recurrente)                                                                         |
| 2024          | 9-1-1 (serie de televisión)    | Amber Braeburn        | Temporada 8 (episodios 9-10)                                                                      |